# Ружичкова, Хелена
Хелена Ружичкова (чеш.  Helena Růžičková; 13 июня 1936[…], Прага, Чехословакия[…] — 4 января 2004[…], Пльзень[…]) — чехословацкая и чешская актриса.

## Биография
Родилась 13 июня 1936 в Праге, Чехия. В девичестве имела фамилию Малкова.
Одна из самых популярных комических актрис в социалистической Чехословакии. Её часто называли «мамой чехословацкой комедии». На сцене Национального театра в Праге актриса впервые сыграла в 4 года в 1940 году. В юности Хелена стала студенткой Пражской Академии актёров, а после окончания академии одной из самых успешных актрис в стране.
Хелена Ружичкова имела своеобразный актёрский типаж. Её амплуа — жизнерадостная, озорная пышка.
У себя на родине особенно популярна была в роли пани Скопковой в трилогии «Солнце, сено, ягоды», «Солнце, сено и пара пощёчин» и «Солнце, сено и эротика».
Советскому и российскому зрителю запомнилась по фильму-сказке «Три орешка для Золушки» в роли принцессы Дробены.
Хелена Ружичкова — мать известного чехословацкого актёра Иржи Ружички. Вместе с матерью сын снимался во многих чехословацких фильмах. Советскому зрителю он также известен по сказке «Три орешка для Золушки» в роли поварёнка. В 1999 году актриса похоронила сына (Иржи едва исполнилось 43 года), в 2002 году — мужа, с которым прожила в браке 47 лет. Умерла в 2004 году от рака. Актриса очень стойко переносила жизненные невзгоды. Она очень любила публику, и зрители отвечали ей взаимностью.

## Избранная фильмография
| Год  | Русское название                             | Оригинальное название                                           | Страна                                   | Роль                         |
| ---- | -------------------------------------------- | --------------------------------------------------------------- | ---------------------------------------- | ---------------------------- |
| 2004 |                                              | Kameňák 2                                                       | Чехия                                    | женщина продающая овощи      |
| 2001 | Счастье из пекла 2                           | Z pekla štěstí 2                                                | Чехия                                    | ведьма                       |
| 1997 | Королевский шут                              | Králův šašek                                                    | Чехия                                    |                              |
| 1996 | Как сделать оперу                            | Jak se dělá opera / Let’s Make an Opera                         | Чехия · Германия                         |                              |
| 1995 | Горькое лето                                 | Hořké léto                                                      | Чехия                                    | тётя Матильда                |
| 1993 | Сын бедных родителей                         | Chudobných rodičov syn                                          | Словакия                                 | вредина                      |
| 1993 | Фонтан для Зузаны 2                          | Fontána pre Zuzanu 2                                            | Словакия · Чехия                         | мама Ками                    |
| 1992 | Подруги из дома печали                       | Přítelkyně z domu smutku                                        | Чехословакия                             | Хельга                       |
| 1992 | Спрут 6: Последняя тайна                     | La Piovra 6: L'ultimo segreto                                   | Италия · Франция · Германия · Испания    | женщина в тюрьме             |
| 1992 |                                              | Trhala fialky dynamitem                                         | Чехословакия                             | Хелена Карафятова            |
| 1991 | Солнце, сено, эротика                        | Slunce, seno, erotika                                           | Чехословакия                             | пани Скопкова                |
| 1989 | Солнце, сено и пара оплеух                   | Slunce, seno a pár facek                                        | Чехословакия                             | пани Скопкова                |
| 1989 | Близнецы в зоопарке                          | Dva lidi v ZOO                                                  | Чехословакия                             | Бурдова                      |
| 1987 | О принцессе Ясенке и летающем сапожнике      | O princezně Jasněnce a létajícím ševci                          | Чехословакия                             | ведьма                       |
| 1986 | Большое кинематографическое ограбление       | Velká filmová loupež                                            | Чехословакия                             |                              |
| 1985 | Поезд детства и надежды                      | Vlak dětství a naděje                                           | Чехословакия                             | Анна Урбанова                |
| 1983 | Солнце, сено, ягоды                          | Slunce, seno, jahody                                            | Чехословакия                             | пани Скопкова                |
| 1983 | Гости из будущего, или Экспедиция Адам 84    | Návštěvníci / Die Besucher / Expédition Adam 84                 | Чехословакия · ФРГ · Франция · Швейцария | затопленная женщина          |
| 1982 |                                              | Příště budeme chytřejší, staroušku!                             | Чехословакия                             | Юлинка                       |
| 1981 | Бульдоги и вишни                             | Buldoci a třešně                                                | Чехословакия                             | иностранка                   |
| 1981 | Тайна Карпатского замка                      | Tajemství hradu v Karpatech                                     | Чехословакия                             | оперная дива                 |
| 1981 | Пой, ковбой, пой                             | Sing, Cowboy, sing / Zpívej, kovboji!                           | ГДР · Чехословакия                       | шериф                        |
| 1981 | Гости из Галактики                           | Gosti iz galaksije / Monstrum z galaxie Arkana                  | Югославия · Чехословакия                 | тётя Шварцова                |
| 1980 |                                              | Trhák                                                           | Чехословакия                             | крестьянка                   |
| 1980 | Каникулы для собаки                          | Prázdniny pro psa                                               | Чехословакия                             | Красова                      |
| 1979 | Арабелла                                     | Arabela                                                         | Чехословакия                             | работница ТВ, рассказчица    |
| 1979 | Сочельник холостяка                          | Silvestr svobodného pána                                        | Чехословакия                             |                              |
| 1979 | Голубая планета                              | Modrá planeta                                                   | Чехословакия                             | Ронешова                     |
| 1979 | Подружки                                     | Kamarátky                                                       | Чехословакия                             | Вондрова                     |
| 1978 | Пан Тау (Сезон: 3, 5-я серия)                | Pan Tau na pionýrském táboře                                    | Чехословакия                             | повариха близлежащего лагеря |
| 1977 | Адела ещё не ужинала                         | Adéla ještě nevečeřela                                          | Чехословакия                             | цветочница                   |
| 1977 | Что если поесть шпината                      | Což takhle dát si špenát                                        | Чехословакия                             | гость в отеле                |
| 1977 | О Моравской земле                            | O moravské zemi                                                 | Чехословакия                             | Кржапчена                    |
| 1977 | Как Гонза почти стал королём                 | Honza málem králem                                              | Чехословакия                             | лавочник                     |
| 1977 | Невеста с прекрасными глазами                | Годеницата с най-красивите очи / Nevěsta s nejkrásnějšíma očima | Болгария · Чехословакия                  |                              |
| 1976 | Наш старик Йозеф                             | Náš dědek Josef                                                 | Чехословакия                             | вдова                        |
| 1976 | Завтра развернёмся, дорогая                  | Zítra to roztočíme, drahoušku…!                                 | Чехословакия                             | горничная                    |
| 1973 | Три орешка для Золушки                       | Tři oříšky pro Popelku / Drei Haselnüsse für Aschenbrödel       | Чехословакия · ГДР                       | принцесса Дробена            |
| 1972 | Игрок                                        | Игрок / Hráč                                                    | СССР · Чехословакия                      |                              |
| 1972 |                                              | Homolka a tobolka                                               | Чехословакия                             | Хедуш                        |
| 1972 | Ловкость рук, Ваше Величество!               | Die gestohlene Schlacht / Ukradená bitva                        | ГДР · Чехословакия                       | принцесса Лотарингская       |
| 1971 | Напрасные огорчения                          | Metráček                                                        | Чехословакия                             | тётя Лида                    |
| 1971 | Мы втроём и собака из Петпес                 | My tři a pes z Pětipes                                          | Чехословакия                             | Льюдвикова                   |
| 1971 | Женщины вне игры                             | Ženy v ofsajdu                                                  | Чехословакия                             | Анча                         |
| 1971 | Соломенная шляпка                            | Slaměný klobouk                                                 | Чехословакия                             | Катерина де Шампиньи         |
| 1971 | Собаки и люди                                | Psi a lidé                                                      | Чехословакия                             | Зузана                       |
| 1971 | Девушка на метле                             | Dívka na koštěti                                                | Чехословакия                             | пациентка из приюта          |
| 1971 | Бабушка                                      | Babička                                                         | Чехословакия                             | мельничиха                   |
| 1970 | Люси и чудеса                                | Lucie a zázraky                                                 | Чехословакия                             |                              |
| 1970 | Невеста                                      | Nevěsta                                                         | Чехословакия                             | горничная                    |
| 1970 | Пан, вы вдова                                | Pane, vy jste vdova!                                            | Чехословакия                             | Стубова                      |
| 1970 |                                              | Hogo-fogo Homolka                                               | Чехословакия                             | Хедуш                        |
| 1969 | Это человек Гомолка                          | Ecce homo Homolka                                               | Чехословакия                             | Хедуш                        |
| 1970 | Чёрт и Кача                                  | Čert a Káča                                                     | Чехословакия                             |                              |
| 1969 | Я убил Эйнштейна, господа                    | Zabil jsem Einsteina, pánové!                                   | Чехословакия                             | повариха                     |
| 1969 | Шесть чёрных девушек, или Почему исчез Заяц? | Šest černých dívek aneb Proč zmizel Zajíc?                      | Чехословакия                             | Эмма Кркавцова               |
| 1969 | Америка, или Без вести пропавший             | Amerika oder der Verschollene                                   | ФРГ                                      | Брунельда                    |
| 1968 | Самый красивый возраст                       | Nejkrásnější věk                                                | Чехословакия                             | Поспишилова                  |
| 1968 | Конец священника                             | Farářův konec                                                   | Чехословакия                             | экономка                     |
| 1968 | Все добрые земляки                           | Všichni dobří rodáci                                            | Чехословакия                             | Божка                        |
| 1967 | Хэппи-энд                                    | Happy end                                                       | Чехословакия                             | брюнетка                     |
| 1967 | Конец агента                                 | Konec agenta W4C prostřednictvím psa pana Foustky               | Чехословакия                             | женщина в баре               |
| 1966 | Знамение рака                                | Znamení Raka                                                    | Чехословакия                             | медсестра Анна               |
| 1966 | Дама на рельсах                              | Dáma na kolejích                                                | Чехословакия                             | массажистка                  |
| 1966 | Кто хочет убить Джесси?                      | Kdo chce zabít Jessii?                                          | Чехословакия                             | жена владельца Октавии       |
| 1966 | Элишка и её семья                            | Eliška a její rod                                               | Чехословакия                             | женщина в окне               |
| 1965 | Белая пани                                   | Bílá paní                                                       | Чехословакия                             | хозяйка                      |
| 1965 | Каждый молодой человек                       | Každý mladý muž                                                 | Чехословакия                             | смеющаяся девушка            |
| 1964 | ...а пятый всадник – Страх                   | …a pátý jezdec je Strach                                        | Чехословакия                             | массажистка                  |
| 1964 | Ковёр и мошенник                             | Čintamani & podvodník                                           | Чехословакия                             | женщина в баре               |
| 1964 | Место в толпе                                | Místo v houfu                                                   | Чехословакия                             | землячка                     |
| 1957 | Бомба                                        | Bomba                                                           | Чехословакия                             | убегающая пациентка          |
| 1956 | Неверность                                   | Nevěra                                                          | Чехословакия                             | зритель на авиашоу           |
| 1940 | Бабушка                                      | Babička                                                         | Протекторат Богемии и Моравии            | ребёнок Кудрны               |